# Benjamin Enríquez
Benjamin Bayot Enríquez (ur. 30 września 1929, zm. 13 marca 2014 w Canoga Park) – filipiński pięściarz. Reprezentant kraju podczas igrzysk olimpijskich w 1952 w Helsinkach.
Na igrzyskach w Helsinkach wystąpił w turnieju wagi lekkiej. W pierwszej rundzie przegrał z Aleksym Antkiewiczem reprezentującym Polskę.